# Chalinolobus morio
Chalinolobus morio é uma espécie de morcego da família Vespertilionidae.
Endêmica da Austrália.